# Lady Bunny
Lady Bunny, connue d’abord sous le nom de « Bunny Hickory Dickory Dock », parfois surnommée « The Lady Bunny », est une drag queen, actrice, et chanteuse. Née Jon Ingle le 14 août 1962 à  Wilmington (États-Unis), Lady Bunny est une icône connue de la communauté drag queen à New York.

## Biographie

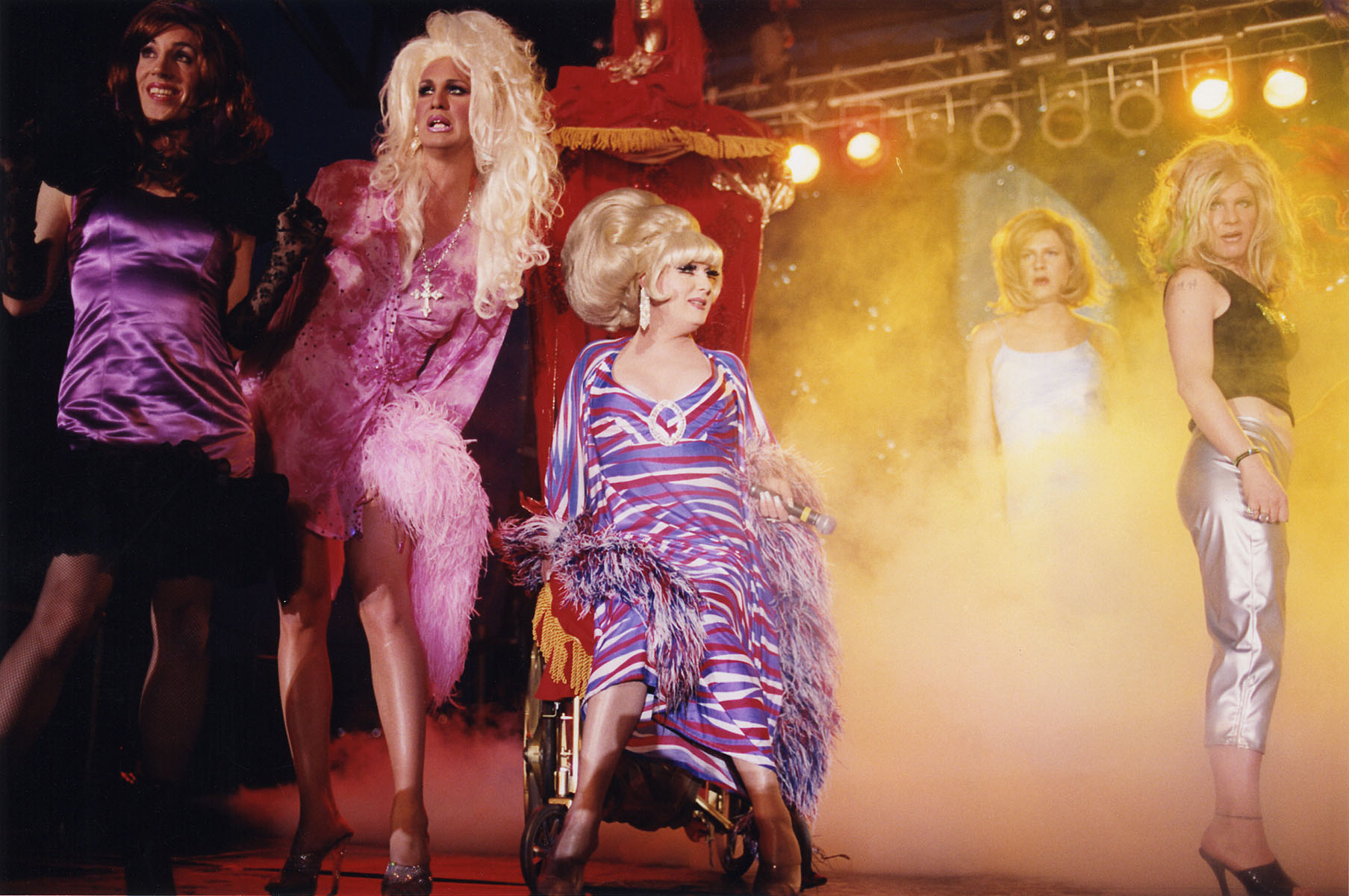
Lady Bunny à l'édition 2000 du festival Wigstock.

Lady Bunny commencé sa carrière de drag queen aux côtés de RuPaul sur la scène gay d’Atlanta à l’aube des années 1980. Dans un épisode de la quatrième saison de son émission RuPaul’s Drag Race : Alls Stars, RuPaul a même précisé que c’est elle qui habillé Jon Ingle pour la première fois en drag queen. En 1984, elle déménage à New York et rejoint le mouvement des Club Kids. En 1984, elle organise le Wigstock, célèbre festival de drag queens aux États-Unis, qui s’est déroulé chaque année jusqu’en 2001.
Des mini-organisations de l'événement ont ponctué ces dernières années, notamment une édition en septembre 2018, co-animée par Lady Bunny et Neil Patrick Harris. En 2010, Lady Bunny est apparue dans la web-série Queen of Drag : NYC  diffusée par gay.com. Elle se produit régulièrement sur scène en compagnie de Bianca Del Rio,,.

## Carrière

### Cinéma
Elle est apparue dans des films tels que Party Girl, Wigstock: The Movie, Starrbooty, Peoria Babylon, Another Gay Sequel : Gay Gone Wild, et To Wong Foo, Thanks for Everything! Julie Newmar.

### Musique
Grande adepte de la musique disco, Lady Bunny s'est essayé à la musique à travers tubes comme Shame, Shame, Shame! and The Pussycat Song.

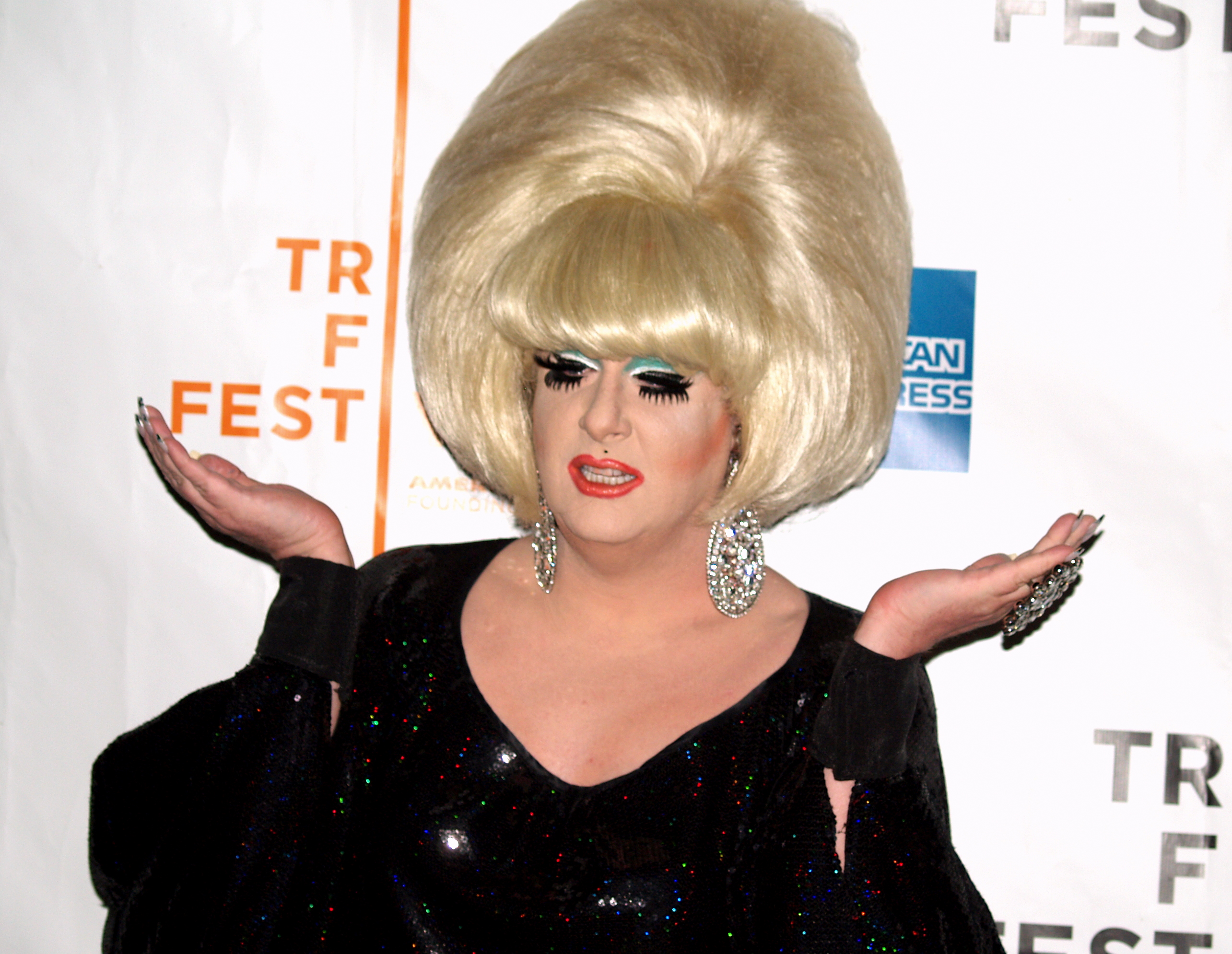
Lady Bunny au festival du film Tribeca, 2008

### Télévision
En 2003, Lady Bunny fait une apparition dans la série Sex and the City, durant l'épisode Boy, Interrupted, dans le rôle du maître de cérémonie du bal LGBT. Lady Bunny a participé à des émissions de télévision à commencer en 2005 par le Comedy Central roast of Pamela Anderson, où nombreux comédiens et autres personnalités raillent tour à tour l'actrice Pamela Anderson. La même année, son premier DVD Rated X for X-tra Retarded sort. La drag queen a également été membre du jury de RuPaul's Drag U, émission spin-off du programme RuPaul's Drag Race, diffusée de 2010 à 2012 sur la chaîne Logo TV. Lady Bunny y était designée "Dean of Drag" ("Doyenne du Drag" en anglais) durant la saison 1. Lors de la saison 5 de RuPaul's Drag Race,  Alaska Thunderfuck 5000 a joué Lady Bunny durant le Snatch Game, épreuve de l'émission consistant à imiter des célébrités. L'épisode 5 de la quatrième saison de Rupaul's Drag Race All Stars était consacré à Lady Bunny et ses fausses funérailles, durant lesquelles candidates ont prononcé des éloges funèbres humoristiques à la drag queen. 

## Filmographie[15]

### Séries
| Année | Titre                                                               | Rôle                                                         |
| ----- | ------------------------------------------------------------------- | ------------------------------------------------------------ |
| 2003  | Sex and the City Boy, Interrupted                                   | Maître de cérémonie (en tant que Jon Ingle alias Lady Bunny) |
| 2011  | RuPaul's Drag U - A Family That Drags Together - Lesbians Gone Wild | Lui-même                                                     |

### Films
| Année | Titre                               | Rôle                                          |
| ----- | ----------------------------------- | --------------------------------------------- |
| 1995  | Party Girl                          | Elle-même dans les escaliers                  |
| 1995  | Extravagances                       | Candidate                                     |
| 1997  | Peoria Babylon                      | Octavia DiMare (en tant que The 'Lady' Bunny) |
| 2005  | Pimp & Ho: Terror in Pansy Hills    | Tess Tickles                                  |
| 2007  | Starrbooty                          | Ms. Tasha                                     |
| 2008  | Another Gay Sequel: Gays Gone Wild! | Sandi Cove (en tant que Lady Bunny)           |
| 2009  | I Was a Trannie Werewolf            | Fairy Tranma                                  |
| 2014  | Dinner at 40                        | Trish                                         |

## Discographie[16]

### Albums
| Année | Titre                                   | Label        |
| ----- | --------------------------------------- | ------------ |
| 2006  | "The Lady Bunny Presents The IC Dinner" | Not On Label |

### Singles
| Année | Titre                         | Label                        |
| ----- | ----------------------------- | ---------------------------- |
| 1996  | "Shame, Shame, Shame! "       | Maxi Records                 |
| 1997  | "The Pussycat Song"           | Never Records, Swoon Records |
| 2013  | "Take Me Up (High) - Remixes" | Lybra Records                |

### Featurings
| Année | Titre                 | Interprète(s)             | Label               |
| ----- | --------------------- | ------------------------- | ------------------- |
| 2005  | "I Get High "         | DJ Disciple               | Catch 22 Recordings |
| 2006  | "It's Tonight"        | The Boneheads             | OhMy!               |
| 2013  | "Lick It Lollipop"    | RuPaul                    | RuCo, Inc.          |
| 2015  | "Blast Off!"          | Ursula 1000               | Insect Queen Music  |
| 2015  | "Lately (Rearranged)" | Groove Addix              | Enriched Records    |
| 2019  | "Happy"               | Mavin + Dickey Doo + Snax | Friskybeat          |